# Edgar Feuchtwanger
Pour les articles homonymes, voir Feuchtwanger.
Edgar Joseph Feuchtwanger (né le 28 septembre 1924 à Munich) est un historien et biographe britannique d'origine allemande.

## Biographie
Issu d'une famille juive intellectuelle et laïque, Edgar Feuchtwanger est le fils de Ludwig Feuchtwanger, un éditeur et le neveu de Lion Feuchtwanger, l'auteur du Juif Süss. Il passe son enfance à Munich où sa famille habite rue Grilleparzerstrasse, la même que le domicile privé d'Adolf Hitler, qu'il voit de ses fenêtres et qu'enfant, il lui est arrivé de croiser dans la rue.
Lors de la nuit de Cristal, du 9 au 10 novembre 1938, son père est arrêté et envoyé à Dachau. Il en est libéré 6 semaines plus tard et la famille décide alors de fuir l'Allemagne. En février 1939, Edgar Joseph Feuchtwanger et sa famille partent pour l'Angleterre, rejoints quelques semaines plus tard par le père.
De 1944 à 1947, il étudie au Magdalene College à Cambridge, où il reçoit son doctorat d'histoire en 1947.
Il est l'auteur de plusieurs biographies, sur Disraeli, Gladstone, Bismarck, la reine Victoria et le prince Albert, et d'ouvrages sur l'Allemagne depuis 1850 jusqu'à la période nazie, ainsi que sur l'histoire du Royaume-Uni.
En 2003, Edgar Feuchtwanger est décoré de l'ordre du Mérite de la République fédérale d'Allemagne.
En 2012, il a publié ses mémoires dans un livre, Hitler mon voisin, racontant sa jeunesse à Munich,,. Il participe alors au tournage d'un reportage au titre éponyme qui raconte ses premières années dans la ville allemande, et son observation de la montée du nazisme dans cette dernière.

## Publications
- (en) Gladstone, London, 1975
- (en) Air power in the next generation, London, 1979,  (ISBN 0-333-23609-2)
- (en) The Soviet Union and the Third World, London, 1981,  (ISBN 0-333-28736-3) (avec Peter Nailor)
- (en) Democracy and empire : Britain, 1865-1914, London, 1985,  (ISBN 0-7131-6161-2),  (ISBN 0-7131-6162-0)
- (en) From Weimar to Hitler: Germany, 1918-33, éd. Palgrave, 1995,  (ISBN 0333641523),
- (en) Hitler's Germany, avec Jane Jenkins, éd. John Murray, 2000,  (ISBN 0719585546)
- (en) Disraeli, Democracy and the Tory Party, Oxford University Press, (1968)
- (en) Disraeli, ed. Bloomsbury États-Unis, 2000,  (ISBN 0340719095)
- (en) Imperial Germany, 1850-1918, ed. Routledge, 2001,  (ISBN 0415207894),
- (en) Bismarck, éd. Routledge, 2002,  (ISBN 0415216141)
- (de)Königin Viktoria und ihre Zeit. Muster-Schmidt Verlag, 2004. (avec Christian Müller)
- (en)Albert and Victoria: The Rise and Fall of the House of Saxe-Coburg-Gotha, éd. Continuum International Publishing Group, 2006,  (ISBN 1852854618)
- Hitler, mon voisin : Souvenirs d'un enfant juif avec Bertil Scali, 2013, Michel Lafon,  (ISBN 978-2749917672)[10]

## Documentaire
- Hitler mon voisin, documentaire (90 minutes) écrit et réalisé par Bertil Scali[11] et François Bordes - première diffusion le 24 janvier 2013 sur Planète +[9].